# Rhaphidorrhynchium brachypus
Rhaphidorrhynchium brachypus är en bladmossart som beskrevs av Brotherus 1925. Rhaphidorrhynchium brachypus ingår i släktet Rhaphidorrhynchium och familjen Sematophyllaceae. Inga underarter finns listade i Catalogue of Life.